# اوگووه
اوگووه (به لهستانی:  Ogóły) یک روستا در لهستان است که در گمینا چارنا بیاووستوتسکا واقع شده‌است.